# Cryphia liguris
Cryphia liguris är en fjärilsart som beskrevs av Miller 1878. Cryphia liguris ingår i släktet Cryphia och familjen nattflyn. Inga underarter finns listade i Catalogue of Life.